# Csősz
Csősz é um município da Hungria, situado no condado de Fejér. Tem 17,11 km² de área e sua população em 2015 foi estimada em 1.008 habitantes.